# Arco dei Sergi

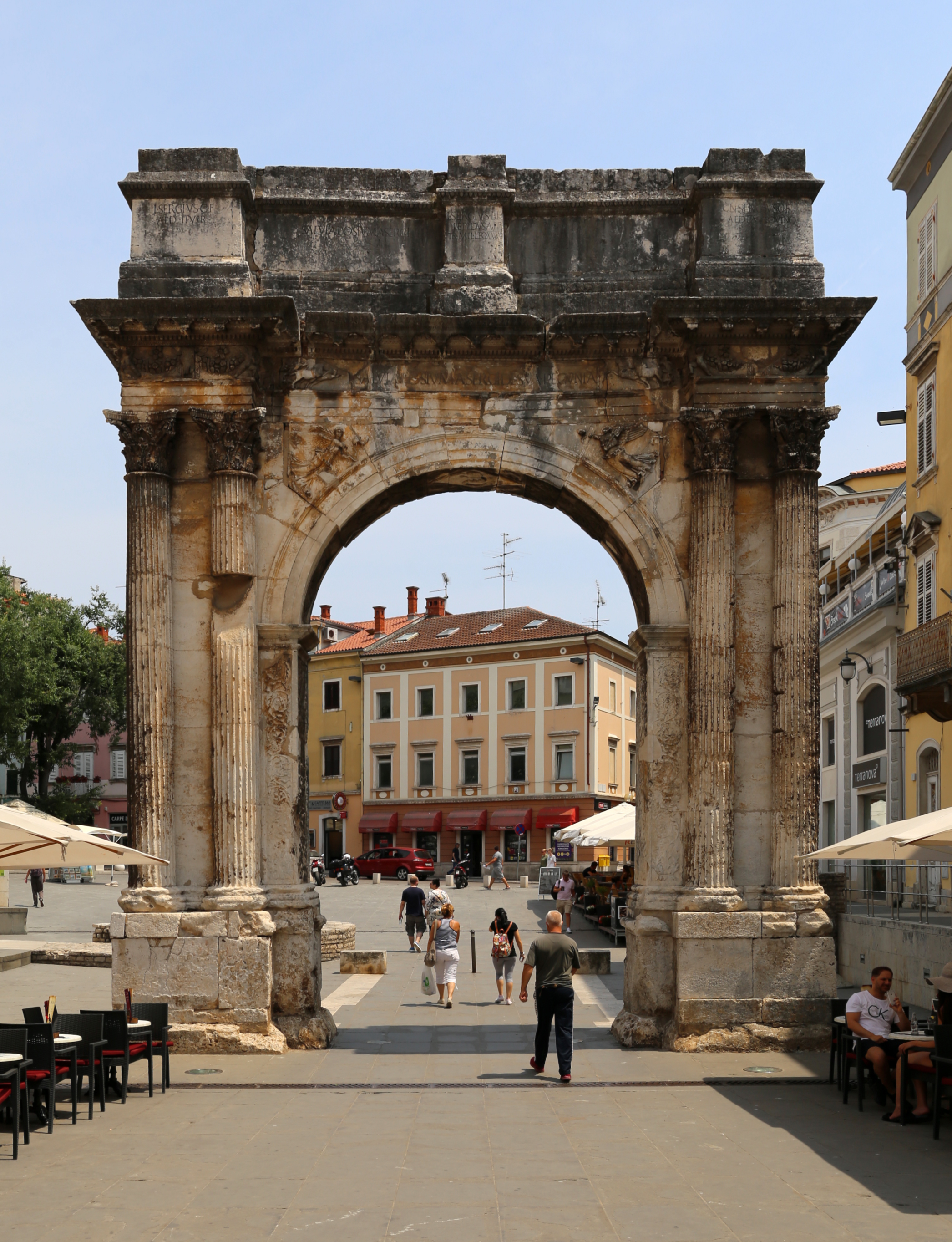
Arco dei Sergi a Pola, lato interno

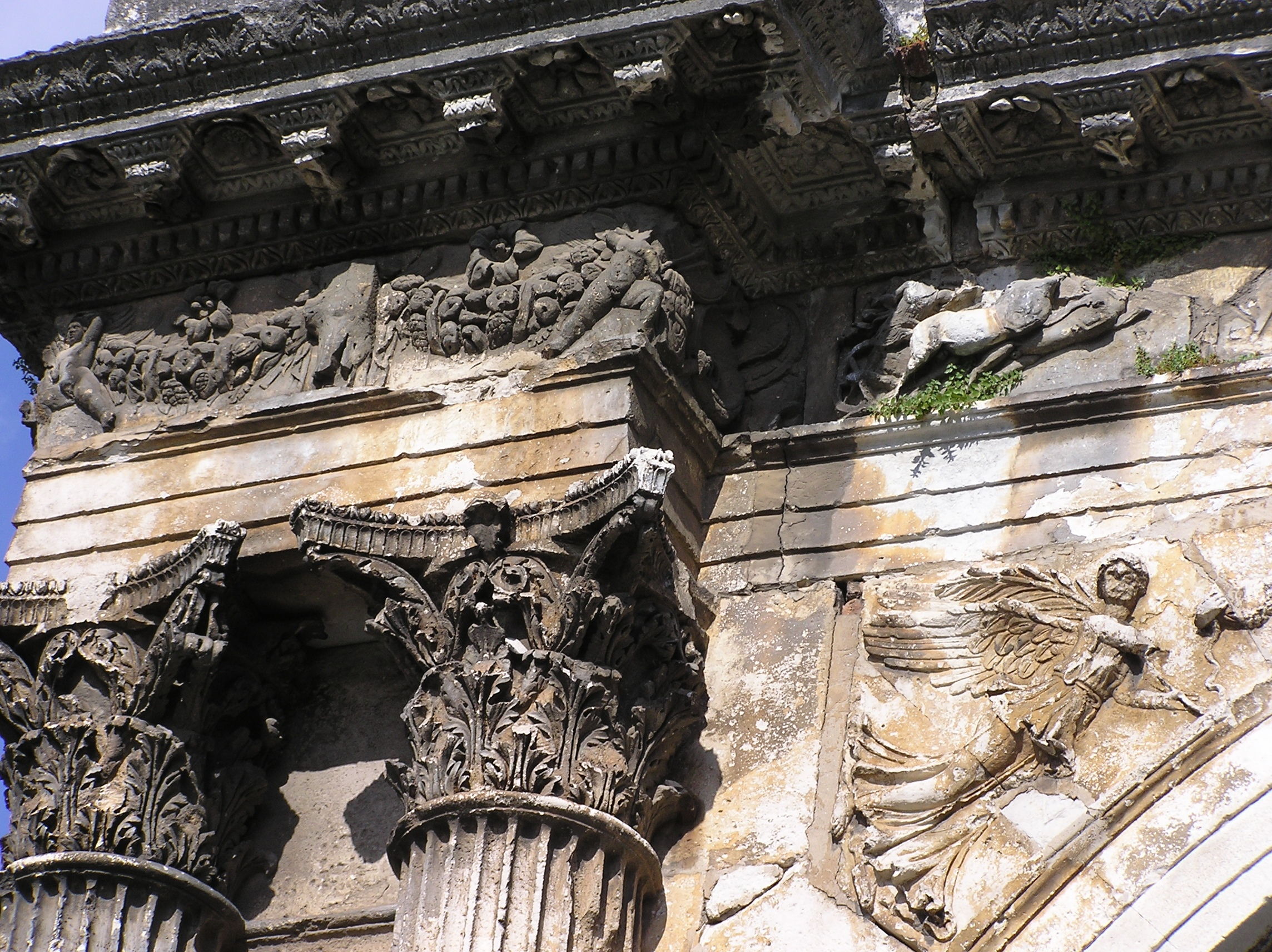
Trabeazione e capitelli sul lato rivolto verso la città.

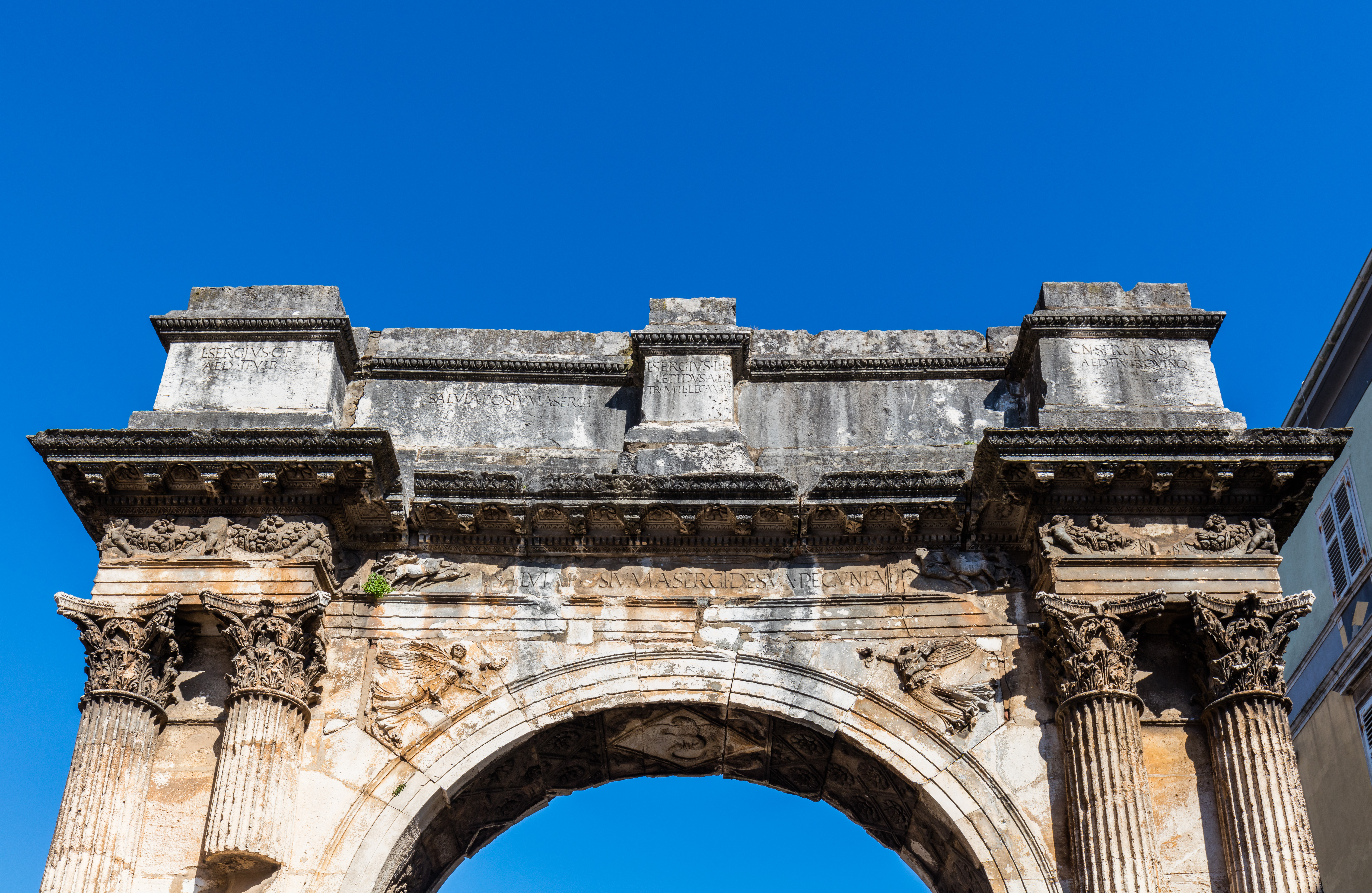
Dettaglio della parte superiore.

L'arco dei Sergi è un arco trionfale romano della città di Pola, in Croazia.

## Storia e descrizione
L'arco venne eretto a proprie spese da Salvia Postuma, per commemorare il figlio Lucio Sergio Lepido, che aveva partecipato alla battaglia di Azio ed era stato tribuno della legione XXIX, in seguito soppressa nel 27 a.C. e insieme a lui il marito di lei e padre del ragazzo omonimo, e il cognato di lei Gaio.
La datazione della costruzione è attribuita agli anni 25-10 a.C..
La famiglia dei Sergi era e rimase anche in seguito una delle più importanti della colonia. L'arco venne realizzato addossato all'interno di una porta delle mura cittadine, che prese in seguito il nome di "Porta aurea". Per questo motivo si presenta decorato sul lato verso la città, mentre il lato esterno, visibile solo con la demolizione della porta nel 1829 non era stato rifinito.
L'arco è di piccole dimensioni, con un unico fornice di 8 m di altezza e 4,5 m di larghezza. Il passaggio è fiancheggiato da coppie di colonne corinzie, addossate alla muratura, ma sporgenti per oltre tre quarti della circonferenza. La trabeazione principale sporge al di sopra delle coppie di colonne rispetto alla parte centrale, dove si trova sul fregio l'iscrizione di dedica, tra due bighe raffrontate, con i cavalli al galoppo. Al di sopra della trabeazione l'attico è articolato in tre basamenti, che dovevano sorreggere le statue dei membri della famiglia onorati: al centro quella del tribuno e sui lati quelle dei suoi parenti.
La decorazione è arricchita dai rilievi con Vittorie alate nei pennacchi degli archi, dal fregio con Amorini, ghirlande e bucrani al di sopra delle coppie di colonne, da lesene decorate con intrecci vegetali sul lato interno del passaggio. All'interno dell'arco, decorato con motivi floreali,  vi è un riquadro con la raffigurazione di un'aquila che uccide un serpente.
L'arco ispirò molti artisti, tra cui Michelangelo.